# Belgisch Open (golf)
De Belgian Open is een internationaal golftoernooi dat deel uitmaakt van de European Tour, het meest prestigieuze professionele golfcircuit voor heren met wedstrijden in Europa, Afrika, Azië en Australië. 
De Belgian Open wordt gespeeld sinds 1910, zij het niet doorlopend. In 2018 en 2019 werd de Belgian Open georganiseerd door PietersProductions onder de naam Belgian Knockout. Sinds 2022 werd Soudal de hoofdsponsor van een nieuw toernooi onder de noemer Soudal Open.
Met een groot deelnemersveld bestaande uit de beste golfers ter wereld, een prijzenpot van € 2 miljoen, en meer dan 20.000 toeschouwers, is de Soudal Open een van de prominentste sportevenementen van België.

## Geschiedenis
De eerste editie van de Belgian Open vond plaats in 1910. Het toernooi werd dat jaar op de Koninklijke Golfclub van België gespeeld over 36 holes. Pas in 1928 werd het wedstrijdformaat uitgebreid tot 72 holes. Tijdens beide wereldoorlogen werd het toernooi niet gespeeld. De Belg Flory Van Donck slaagde erin om het toernooi vijf keer te winnen tussen 1939 en 1956. Sinds 1978 maakt de Belgian Open deel uit van de European Tour.
In 2018 nam PietersProductions, een evenementenbureau medeopgericht door Thomas Pieters, de organisatie van de Belgian Open op zich. Na een afwezigheid van 18 jaar brachten zij hiermee de Belgian Open terug op de kalender van de European Tour. De Belgian Open werd geherintroduceerd onder de naam Belgian Knockout.
De eerste editie van de Belgian Knockout, en dus de 53ste editie van de Belgian Open, vond plaats van 17 tot 20 mei 2018 te Rinkven International Golf Club, Schilde, Antwerpen. De Spanjaard Adrian Otaegui won in de finale van de Fransman Benjamin Hébert na vier spannende wedstrijddagen. David Drysdale veroverde de 3de plaats na winst tegen James Heath. Eén jaar later was de zege voor de Italiaan Guido Migliozzi die het pleit won tegen de Nederlander Darius van Driel. De derde plaats ging naar Schot Ewen Ferguson.
Na twee jaar geen internationaal groots golftoernooi op Belgische bodem was er in 2022 voor de eerste keer de Soudal Open. Een natuurlijke verderzetting van de Belgian Open. Opnieuw werd er gekozen voor de Rinkven International Golf Club.

## Soudal Open (sinds 2022)
In 2022 werd er voor de eerste keer de Soudal Open georganiseerd. Na twee dagen viel vooral de prestatie op van de 14-jarige Oekraïner Lev Grinberg. De jonge speler, die Rinkven als thuisbasis heeft, kon als een van de jongste spelers ooit de cut halen. Hij zou zijn toernooi later eindigen op een 64ste plaats. De meest bekende Belgische golf-speler, Thomas Pieters, zou het toernooi eindigen op een negende plek. Dat had hij vooral te danken aan een -4 op de slotspeeldag. 
Het was de Engelsman Sam Horsfield die over vier dagen de beste prestatie kon neerzetten. Hij zou afsluiten met een score van -13 met vooral een zeer opvallende -6 op de eerste dag. Er was een gedeelde tweede plaats tussen de Duitser Yannik Paul en de Australiër Ryan Fox. Zij bleven beiden twee slagen achter op de winnaar. 
Bij de tweede editie van de Soudal Open leek de kans op een Belgische zege lang reëel. Thomas Detry kende namelijk een ijzersterk toernooi. Na drie dagen stond hij op -14 slagen en op een tweede plaats, net achter de Zweed Simon Forsström. Die stond na drie dagen al vijftien slagen onder par. Simon kon op de slotspeeldag voldoende doorzetten met een -2 en won zo het toernooi. Detry kende totaal geen goede dag en moest het met een +2 stellen waardoor hij nog zakte naar plaats zeven.

## Winnaars
| Jaar                                            | Winnaar               | Score       | Par         | Voorsprong  | Runner(s)-up                                    | Beste Belg                                                          | Baan                       |
| Soudal Open                                     | Soudal Open           | Soudal Open | Soudal Open | Soudal Open | Soudal Open                                     | Soudal Open                                                         | Soudal Open                |
| ----------------------------------------------- | --------------------- | ----------- | ----------- | ----------- | ----------------------------------------------- | ------------------------------------------------------------------- | -------------------------- |
| 2024                                            | Nacho Elvira          | 266         | -18         | 1 stroke    | Thomas Pieters Romain Langasque Niklas Nørgaard | Thomas Pieters (2e - 267 slagen)                                    | Rinkven Schilde            |
| 2023                                            | Simon Forström        | 267         | -17         | 1 stroke    | Jens Dantorp                                    | Thomas Detry (7e - 272 slagen)                                      | Rinkven Schilde            |
| 2022                                            | Sam Horsfield         | 271         | -13         | 2 strokes   | Ryan Fox Yannik Paul                            | Thomas Pieters (9e - 277 slagen)                                    | Rinkven Schilde            |
| 2020-2021: niet gespeeld (geen organisatie)     |                       |             |             |             |                                                 |                                                                     |                            |
| Belgian Knockout                                |                       |             |             |             |                                                 |                                                                     |                            |
| 2019                                            | Guido Migliozzi       |             | -3          | 4 strokes   | Darius van Driel                                | Thomas Detry                                                        | Rinkven Schilde            |
| 2018                                            | Adrián Otaegui        |             | -3          | 2 strokes   | Benjamin Hébert                                 | Thomas Detry                                                        | Rinkven Schilde            |
| 2001-2017: niet gespeeld (geen organisatie)     |                       |             |             |             |                                                 |                                                                     |                            |
| Rinkven Schilde                                 |                       |             |             |             |                                                 |                                                                     |                            |
| 2000                                            | Lee Westwood (2)      | 266         | -18         | 4 strokes   | Eduardo Romero                                  | Nicolas Vanhootegem (81e - 289 slagen)                              | Le Zoute                   |
| 1999                                            | Robert Karlsson       | 272         | -12         | 1 stroke    | Retief Goosen Jamie Spence                      | Nicolas Vanhootegem (22e - 281 slagen)                              | Le Zoute                   |
| 1998                                            | Lee Westwood          | 268         | -16         | Playoff     | Freddie Jacobson                                | Nicolas Vanhootegem (55e - 284 slagen)                              | Le Zoute                   |
| 1995-1997: niet gespeeld (geen organisatie)     |                       |             |             |             |                                                 |                                                                     |                            |
| Alfred Dunhill Open                             |                       |             |             |             |                                                 |                                                                     |                            |
| 1994                                            | Nick Faldo            | 279         | -5          | Playoff     | Joakim Haeggman                                 | Nicolas Vanhootegem (131e - no cut)                                 | Le Zoute                   |
| 1993                                            | Darren Clarke         | 270         | -14         | 2 strokes   | Nick Faldo Vijay Singh                          | Nicolas Vanhootegem (62e - 288 slagen)                              | Le Zoute                   |
| Piaget Belgian Open                             |                       |             |             |             |                                                 |                                                                     |                            |
| 1992                                            | Miguel Ángel Jiménez  | 274         | -10         | 3 strokes   | Barry Lane                                      | Christophe Bomans (116e - no cut)                                   | Le Zoute                   |
| Renault Belgian Open                            |                       |             |             |             |                                                 |                                                                     |                            |
| 1991                                            | Per-Ulrik Johansson   | 276         | -12         | Playoff     | Paul Broadhurst                                 | Amaury D'Ogimont (65e - 296 slagen)                                 | Royal Waterloo GC          |
| Peugeot-Trends Belgian Open                     |                       |             |             |             |                                                 |                                                                     |                            |
| 1990                                            | Ove Sellberg          | 272         | -16         | 4 strokes   | Ian Woosnam                                     | Nicolas Vanhootegem (94e - no cut)                                  | Royal Waterloo GC          |
| Volvo Belgian Open                              |                       |             |             |             |                                                 |                                                                     |                            |
| 1989                                            | Gordon J. Brand       | 273         | -11         | 4 strokes   | Kevin Dickens                                   | Michel Eaton (102e - no cut)                                        | Royal Waterloo GC          |
| 1988                                            | José María Olazabal   | 269         | -15         | 4 strokes   | Mike Smith                                      | Philippe Toussaint (121e - no cut)                                  | Golf du Bercuit            |
| 1987                                            | Eamonn Darcy          | 200         | -13         | 1 strokes   | Nick Faldo Ronan Rafferty Ian Woosnam           | Vincent Duysters (115e - no cut) Philippe Toussaint (115e - no cut) | Royal Waterloo GC          |
| 1980-1986: niet gespeeld (geen organisatie)     |                       |             |             |             |                                                 |                                                                     |                            |
| Belgian Open                                    |                       |             |             |             |                                                 |                                                                     |                            |
| 1979                                            | Gavan Levenson        | 279         | -5          | 3 strokes   | Bobby Cole Nick Faldo Michael King              | Philippe Toussaint (47e - 298 slagen)                               | Royal Waterloo GC          |
| 1978                                            | Noel Ratcliffe        | 280         | -12         | 1 stroke    | Chris Tickner                                   | Michel Eaton (50e - 298 slagen)                                     | K GC Ravenstein (Tervuren) |
| 1959-1977: niet gespeeld (geen organisatie)     |                       |             |             |             |                                                 |                                                                     |                            |
| 1958                                            | Ken Bousfield         | 271         |             | 3 strokes   | Antonio Cerdá                                   |                                                                     | K GC Ravenstein (Tervuren) |
| 1957                                            | Bernard Hunt          | 280         |             | Playoff     | Dai Rees                                        |                                                                     | Royal Latem Golf Club      |
| 1956                                            | Flory Van Donck (5)   | 269         |             | 8 strokes   | Ángel Miguel                                    | Flory Van Donck (1e - 269 slagen)                                   | Royal Latem Golf Club      |
| 1955                                            | Dave Thomas           | 290         |             | 1 stroke    | Arthur Devulder                                 | Arthur Devulder (2e - 291 slagen)                                   | Royal GC des Fagnes Spa    |
| 1954                                            | Dai Rees              | 287         |             | 1 stroke    | Aldo Casera Norman Von Nida                     |                                                                     | Rinkven Schilde            |
| 1953                                            | Flory Van Donck (4)   | 270         |             | 9 strokes   | Henri de Lamaze (a)                             | Flory Van Donck (1e - 270 slagen)                                   | Royal Waterloo GC          |
| 1952                                            | Antonio Cerda         | 286         |             | 4 strokes   | Brian Wilkes                                    |                                                                     | Royal GC des Fagnes Spa    |
| 1951                                            | Albert Pelissier      | 279         |             | 5 strokes   | Flory Van Donck Hassan Hassanein                | Flory Van Donck (2e - 284 slagen)                                   | Royal Latem Golf Club      |
| 1950                                            | Roberto De Vicenzo    | 282         |             | 4 strokes   | Antonio Cerdá                                   |                                                                     | Le Zoute                   |
| 1949                                            | James Adams           | 283         |             | 2 strokes   | Max Faulkner                                    |                                                                     | Royal GC des Fagnes Spa    |
| 1948                                            | Willie Forrester      | 288         |             |             |                                                 |                                                                     | Royal GC Belgium           |
| 1947                                            | Flory Van Donck (3)   | 283         |             |             |                                                 | Flory Van Donck(1e - 283 slagen)                                    | Royal GC des Fagnes Spa    |
| 1946                                            | Flory Van Donck (2)   | 289         |             | 4 strokes   | Willie Forrester                                | Flory Van Donck(1e - 289 slagen)                                    | Royal Waterloo GC          |
| 1940-1945: niet gespeeld (door Wereldoorlog II) |                       |             |             |             |                                                 |                                                                     |                            |
| 1939                                            | Flory Van Donck       | 291         |             | 1 stroke    | Max Faulkner                                    | Flory Van Donck (1e - 291 slagen)                                   | Royal GC Belgium           |
| 1938                                            | Henry Cotton (3)      | 277         |             | 13 strokes  | Arthur Lacey                                    |                                                                     | Royal Waterloo GC          |
| 1937                                            | Marcel Dallemagne (2) | 285         |             | 4 strokes   | Rai Rees                                        |                                                                     | Le Zoute                   |
| 1936                                            | Auguste Boyer (2)     | 285         |             | 1 stroke    | Henry Cotton                                    |                                                                     | Royal GC des Fagnes Spa    |
| 1935                                            | Bill Branch           | 283         |             | Playoff     | Flory Van Donck                                 | Flory Van Donck (2e - 283 slagen)                                   | Royal GC Belgium           |
| 1934                                            | Henry Cotton (2)      | 279         |             | 3 strokes   | Percy Alliss                                    |                                                                     | Royal Waterloo GC          |
| 1933                                            | Auguste Boyer         | 282         |             | 3 strokes   | Henry Cotton                                    |                                                                     | Royal GC des Fagnes Spa    |
| 1932                                            | Arthur Lacey (2)      | 291         |             | 2 strokes   | Auguste Boyer                                   |                                                                     | Royal GC Belgium           |
| 1931                                            | Arthur Lacey          | 301         |             | 1 stroke    | Marcel Dallemagn Pierre Hirogoyen               |                                                                     | Royal GC des Fagnes Spa    |
| 1930                                            | Henry Cotton          | 281         |             | 11 strokes  | Archie Compston                                 |                                                                     | Rinkven Schilde            |
| 1929                                            | Sid Brews             | 300         |             | 1 stroke    | Aubrey Boomer                                   |                                                                     | Rinkven Schilde            |
| 1928                                            | A. Tingey Jr          | 293         |             | 3 strokes   | Jack Taylor                                     |                                                                     | Royal GC Belgium           |
| 1927                                            | Marcel Dallemagne     | 140         |             |             |                                                 |                                                                     | Le Zoute                   |
| 1926                                            | Aubrey Boomer (2)     | 137         |             | 9 strokes   | Percy Boomer                                    |                                                                     | Le Zoute                   |
| 1925                                            | Eugène Lafitte (2)    | 145         |             | 1 stroke    | Arthur Havers                                   |                                                                     | Rinkven Schilde            |
| 1924                                            | Walter Hagen          | 142         |             | 3 strokes   | Aubrey Boomer                                   |                                                                     | Le Zoute                   |
| 1923                                            | Percy Boomer          | 143         |             | 1 stroke    | Aubrey Boomer                                   |                                                                     | Royal GC Belgium           |
| 1922                                            | Aubrey Boomer         | 150         |             | 1 stroke    | Charles Corlett Marius Cavallo                  |                                                                     | Royal GC Belgium           |
| 1921                                            | Eugène Lafitte        | 145         |             | 10 strokes  | George Pannell                                  |                                                                     | Royal GC Belgium           |
| 1920                                            | Rowland Jones         | 154         |             | Playoff     | Aubrey Boomer Henry Burrows                     |                                                                     | Le Zoute                   |
| 1915-1919: niet gespeeld (door Wereldoorlog I)  |                       |             |             |             |                                                 |                                                                     |                            |
| 1914                                            | Tom Ball (2)          | 144         |             | 4 strokes   | Charles Mayo                                    |                                                                     | Rinkven Schilde            |
| 1913                                            | Tom Ball              | 154         |             | 1 stroke    | James Braid                                     |                                                                     | Lombardsijde               |
| 1912                                            | George Duncan         | 144         |             | Playoff     | Tom Ball Ted Ray                                |                                                                     | Royal GC Belgium           |
| 1911                                            | Charles H. Mayo       | 144         |             | 3 strokes   | Arnaud Massy                                    |                                                                     | Royal GC Belgium           |
| 1910                                            | Arnaud Massy          | 139         |             | 5 strokes   | Sandy Herd Harry Vardon                         |                                                                     | Royal GC Belgium           |